# Rubus wuchuanensis
Rubus wuchuanensis là loài thực vật có hoa trong họ Hoa hồng. Loài này được S.Z. He mô tả khoa học đầu tiên năm 2006.